# Сенсація (фільм, 1969)
«Сенсація» («Top Sensation») — італійська еротична кінодрама 1969 року, знята режисером Оттавіо Алессі на кіностудії «Aica Film».

## Сюжет
Багата дама шукає способи, як допомогти своєму синові Тоні, який має ознаки психічного розладу та хронічної сором'язливості до жінок. Вона вирішує, що в юнаку треба розбудити інстинкти, що заснули, зробити його «справжнім чоловіком». Вона організує круїз на яхті, на яку запрошує молоду подружню пару Паулу та Альдо, та дорогу повію Уллу, яка має спокусити Тоні. Незважаючи на всі зусилля, це не впливає на юнака, поки яхта не припливає до одного з островів Середземного моря. Мандрівники знайомляться з красунею Бебою та її дурним чоловіком, яких запрошують на яхту. Несподівано юнак починає звертати увагу на Бебу. Їх вирішують залишити наодинці.

## У ролях
- Мод де Беллерош: Муді
- Мауріціо Бонулья: Альдо
- Едвіж Фенек: Улла
- Розальба Нері: Паула
- Руджеро Міті: Тоні
- Єва Тулін: Беба
- Сальваторе Пунтілло: Андро

## Знімальна група
- Режисер: Оттавіо Алессі
- Сценарій: Лоренцо Рікк'ярді, Нельда Мінуччі, Оттавіо Алессі
- Продюсер: Франко Канчелльєрі
- Оператор: Сандро Д'Ева
- Композитор: Санта Марія Ромітеллі
- Монтаж: Лучано Анконетані
- Костюми: Джуліана Серано